# Vadim Bogiev
Vadim Bogiev (em russo: Вадим Иосифович Богиев; 27 de dezembro de 1970) é um lutador de estilo-livre russo, campeão olímpico.

## Carreira
Bogiyev competiu nos Jogos Olímpicos de Verão de 1996 em Atlanta, onde recebeu uma medalha de ouro na categoria de peso leve na luta livre. Além disso, foi vice-campeão em 1993 e três vezes campeão europeu na mesma modalidade.